# Erik Acharius
Erik Acharius (10. října 1757 Gävle – 14. srpna 1819 Vadstena) byl švédský botanik, který je znám jako průkopník taxonomie lišejníků. Byl členem několika vědeckých organizací.

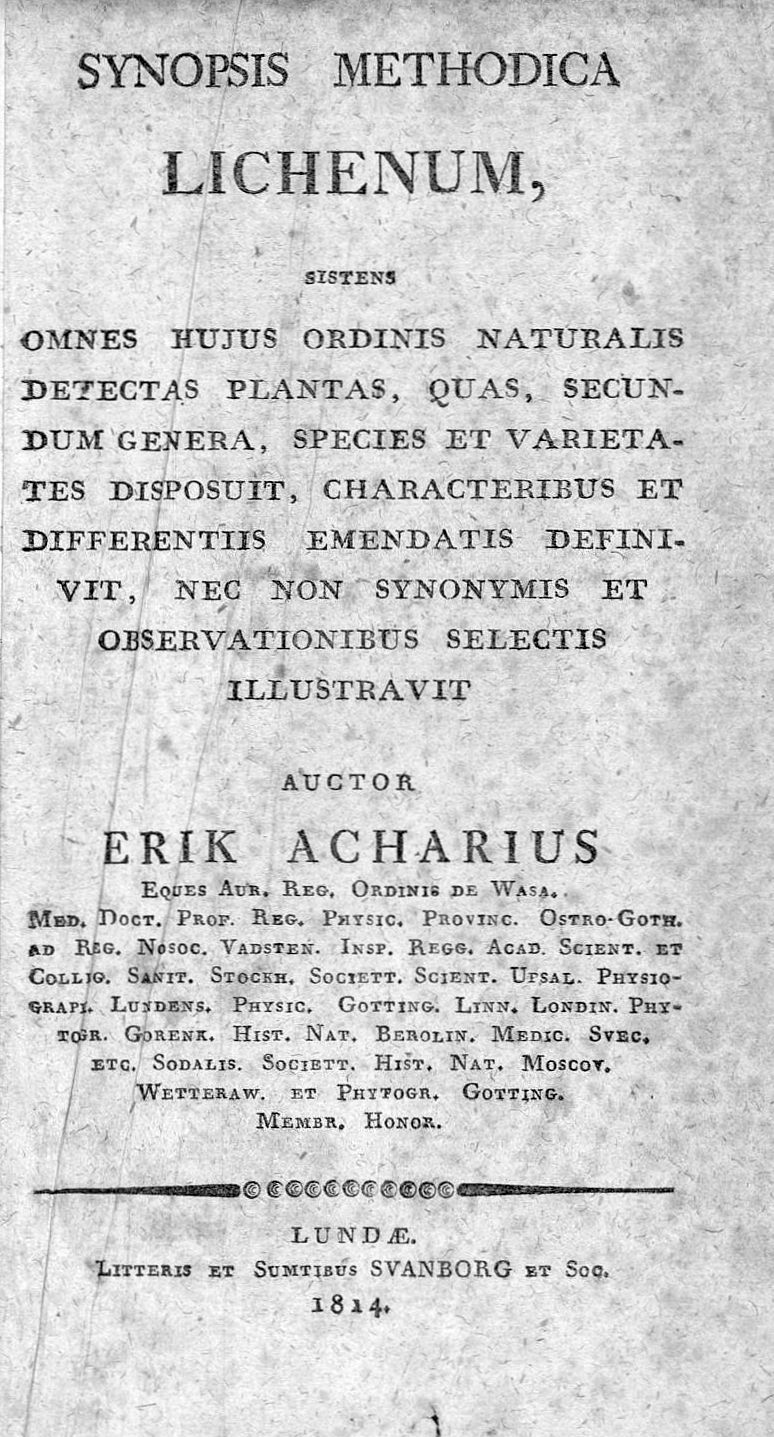
Synopsis methodica lichenum, 1814